# Лола Гьока
Лола Гьока (алб. Lola Gjoka; 22 травня 1910 — 6 жовтня 1985) — албанська піаністка. Народна артиска Албанії. Закінчила Афінську консерваторію.
| Гітара | Це незавершена стаття про співачку. Ви можете допомогти проєкту, виправивши або дописавши її. |